# Kulmatîci, Mostîska
Kulmatîci (în ucraineană Кульматичі) este un sat în comuna Dîdeatîci din raionul Mostîska, regiunea Liov, Ucraina.

## Demografie
Componența lingvistică a localității Kulmatîci
     Ucraineană (100%)
Conform recensământului din 2001, toată populația localității Kulmatîci era vorbitoare de ucraineană (100%).